# やじきた道中 てれすこ
『やじきた道中 てれすこ』（やじきたどうちゅう てれすこ）は、2007年（平成19年）公開の日本映画。松竹製作配給。平山秀幸監督。
『東海道中膝栗毛』でお馴染みの、弥次さん喜多さんの珍道中を映画化。弥次さんには十八代目中村勘三郎、喜多さんには柄本明を配し、一緒に旅する花魁に小泉今日子という異色の顔合わせで描く時代劇コメディ。平山が再び落語を取り入れた映画に挑む。

## あらすじ
泰平の世を謳歌する大坂で「てれすこ」と呼ばれる不思議な魚が捕獲される。なんでもそれは万病に効くらしい。人気の花魁・お喜乃に一緒に足抜けを手伝ってくれと頼まれる弥次さん。芝居中にヘマをやり役者をクビになった喜多さん。ふたりはひょんなことで再会し、これにお喜乃も加わって、3人は江戸を出て旅に出る。

## スタッフ
- 監督：平山秀幸
- 脚本：安倍照雄
- 音楽：安川午朗
- 原曲：ジョージ・ガーシュウィン作曲『ラプソディ・イン・ブルー』
- 撮影：柴崎幸三
- 照明：上田なりゆき
- 視覚効果：橋本満明
- 美術：中澤克巳、中山慎
- 録音：橋本文雄
- 編集：川島章正
- 音響効果：小島彩
- 操演：岸浦秀一
- 特殊造型コーディネイト：原口智生
- アクションコーディネイター：阿部光男

ワイヤーリガー：佐々木俊宜、吉田瑞穂、大橋明
- 現像：IMAGICA
- プロデューサー：渡辺敦、久保田傑、佐生哲雄
- 製作者：佐々木史朗、川城和実、皇達也
- ファイナンスアレンジメント：ジャパン・デジタル・コンテンツ信託
- 制作プロダクション：オフィスシロウズ
- 製作委員会メンバー：オフィスシロウズ、バンダイビジュアル、トータル、テレビ朝日サービス

## キャスト
- 弥次郎兵衛：十八代目中村勘三郎
- 喜多八：柄本明（撮影中柄本は腰を痛め1週間の入院を余儀なくされている）
- お喜乃：小泉今日子
- 梅八：ラサール石井
- お仙：藤山直美
- 沓脱清十郎：吉川晃司
- 清十郎の妻・菊：鈴木蘭々
- 与兵衛：笑福亭松之助
- おさん：淡路恵子
- 奉行：間寛平
- 瓦版屋：南方英二
- 地廻りの太十：松重豊
- 地廻りの甚八：山本浩司
- 花魁・おみち：星野亜希
- 勘吉：島綾佑
- 亀：柿澤司
- おさよ：中村まの
- 信吉：吉越拓矢
- 代貸：國村隼
- お喜乃の父・杢兵衛：笹野高史
- 遊郭「島崎」の女将：波乃久里子
- 遊郭「島崎」の客：麿赤児
- 大山講中：大山法哲
- 羅宇屋：山上賢治
- 飯屋の女：青木和代
- 若旦那：加藤隆之
- 職人：嶋田豪
- 遊び人：崔哲浩
- 丁稚：持丸加賀
- やもめの息子：柿澤紫音
- 漁師：綾田俊樹
- 役者：ベンガル
- 薬売り：六平直政
- 宿泊客：諏訪太朗
- 庄屋：左右田一平
- 村人：螢雪次朗
- 鯨岡：佐藤正宏
- 坂東彌十郎
- 大寶智子
- 中村靖日
- 三浦誠己
- ささの貴斗
- 柳家三三
- 建蔵
- ジーコ内山
- 藤岡太郎
- 栩野幸知
- 氏家恵

ほか